# Кумадзава Хиромити
Кумадзава Хиромити (18 декабря 1889, Нагоя, Япония — 11 июня 1966, Токио, Япония) — японский бизнесмен, претендовавший на императорский трон как потомок Южного Двора и известный в определённых кругах как Император Кумадзава. В конце 1940-х годов заявил, что император Хирохито как потомок узурпаторов из северной ветви императорского дома не имеет прав на престол. Смог доказать своё происхождение от императора Го-Камэяма в 19-м поколени и поэтому не был обвинён в оскорблении величества, хотя однажды публично наступил на личный штандарт императора.
Претензии Кумадзава Хиромити привлекли внимание и сочувствие СМИ со всего мира, а также многих японцев. Однако удовлетворены они не были.